# Джиз Лі
Джиз Лі (англ. Jiz Lee; нар. 30 жовтня 1980, Гаваї) — американська порноакторка, акторка та письменниця. Стів Яворс з журналу AVN назвав її «однією з головних зірок квір-порно». 

## Порноіндустрія
Першим порнофільмом Лі був The Crash Pad для Pink and White Productions, що вийшов 2005 року. Лі спочатку робила лише фільмові сцени з коханцями та описувала себе як «самоагентку», тільки попередньо зустрічаючись з режисерами. Продовжувала зніматися з Pink and White Productions над порнофільмом Шайн Луїз Г'юстон 'SNAPSHOT'.

## Порноактивізм
Прихильниця етичного виробництва та споживання порнографії. Зокрема, знана як прихильниця прав секс-робітників, описує себе як «активістку задоволення». Вона проводить благодійний порно-експеримент «Karma Pervs» з метою зібрати кошти на справи секс-працівників. Джиз Лі є важливою фігурою в жанрі квір-порнографії і вважається видимою гендерквір людиною в порно. 
Її вважають вагомою учасницею феміністичної та жіночої порнографії. Ці жанри значно зросли в маркетингу та споживанні в 21 столітті.Однак Лі не використовує термін «феміністичне порно», заявивши, що цей термін означає, що порнографія не є по суті феміністичною.
Лі — письменниця, а також редакторка Coming Out Like a Porn Star, який збирає розповіді порноакторів. Книгу надихнула власна боротьба Лі з «камінг-аутом» своїй родині про роботу в порноіндустрії.
Лі опитували в кількох статтях з феміністичних, квір- та транс-питань, особливо про квір-порнографію. Вона говорила в академічних установах, таких як Стенфорд та Берклі, про квір-сексуальність та свій досвід у порно. У численних контекстах Лі в своїх публічних висловлюваннях підкреслювала важливість використання гендерно-нейтральних займенників.

## Кіно
Окрім порноіндустрії, Джиз Лі з'явилася у численних квір- та транс-проєктах, серед яких романтична квір-комедія про помилки Mommy is Coming афроамериканської режисерки Шеріл Дані, в якій Лі виступає з міжнародним акторським складом, до якого входила чорна пуерториканська порноакторка Папі Кокс.
Виконувала повторювану роль Поні, домінатрикс для персонажки Сари Пфефферман, у серіалі «Очевидне».
З'явилася в науково-фантастичному телесеріалі «Восьме чуття», створеному продюсерами-трансгендерами Лани та Ліллі Вачовскі.
Виконала роль гендерфлюїдних з'єднаних близнюків у відеоролику для театральної сценічної постановки альбому God in Three Persons гурту The Residents, прем'єра якого відбулася в MoMA у січні 2020 року.

## Особисте життя
Джиз Лі — випускниця коледжу Міллз.
Зустрічалася з порноакторками Сід Блакович та Даллас. З Блакович вона створила чотирирічну художню співпрацю «Twincest» у 2004 році.
Ідентифікує себе як гендерквір і перевагу нейтральним займенникам (вони, їх та їхнє). 

## Нагороди та номінації
| Рік  | Нагорода | Категорія                            | Робота                                    | Результат |
| ---- | -------- | ------------------------------------ | ----------------------------------------- | --------- |
| 2010 | AVN      | Найкраща нова вебстарлетка           | Н/Д                                       | Номінація |
| 2010 | FPA      | Руйнівник кордонів                   | Н/Д                                       | Перемога  |
| 2012 | AVN      | Best All-Girl Group Sex Scene        | Taxi 2 (разом з Медісон Янг та Нік Світч) | Номінація |
| 2012 | AVN      | Best Girl/Girl Sex Scene             | Cherry 2 (разом з Енді Сан Дімас)         | Номінація |
| 2014 | XBIZ     | Найкраща сцена - Non-Feature Release | Girl/Boy (разом з Мануелем Феррарою)      | Номінація |
| 2015 | AVN      | Best Girl/Girl Sex Scene             | Tombois 2 (разом з Соверен Сайр)          | Номінація |

## Публікації
- They came to see the [queer] porn star talk. In: Porn Studies. Vol. 2, No. 2–3, Taylor & Francis, London 2015, ISSN 2326-8743, pp. 272–274.
- Jiz Lee und Rebecca Sullivan: Porn and labour: the labour of porn studies. In: Jiz Lee und Rebecca Sullivan (Hrsg.): Porn Studies, Vol. 3, No. 2, Taylor & Francis, London 27. Juli 2016, ISSN 2326-8743, pp. 104–106. Issue online [Архівовано 15 червня 2020 у Wayback Machine.]
- Uncategorized: Genderqueer Identity and Performance in Independent and Mainstream Porn. In: Tristan Taormino (Hrsg.): The Feminist Porn Book: The Politics of Producing Pleasure. The Feminist Press at CUNY, New York 2013, ISBN 978-1558618183, pp. 273–278.
- as Co-Editor: Coming Out Like a Porn Star: Essays on Pornography, Protection, and Privacy. ThreeL Media, Los Angeles 2015, ISBN 978-0990557166.
- as a model: Dave Naz: Genderqueer: And Other Gender Identities. Rare Bird Books, Los Angeles 2014, ISBN 978-1940207261.